# 瓦西里·安德烈
瓦西里·安德烈（羅馬尼亞語：Vasile Andrei，1955年7月28日—），罗马尼亚男子摔跤运动员。他曾代表罗马尼亚参加1980年、1984年和1988年夏季奥林匹克运动会摔跤比赛，获得一枚金牌和一枚铜牌。